# Holotrichia luzonica
Holotrichia luzonica är en skalbaggsart som beskrevs av Moser 1926. Holotrichia luzonica ingår i släktet Holotrichia och familjen Melolonthidae. Inga underarter finns listade i Catalogue of Life.